# Oswaldia hirsuta
Oswaldia hirsuta är en tvåvingeart som beskrevs av Louis-Paul Mesnil 1970. Oswaldia hirsuta ingår i släktet Oswaldia och familjen parasitflugor. Inga underarter finns listade i Catalogue of Life.